# Monique Schwitter

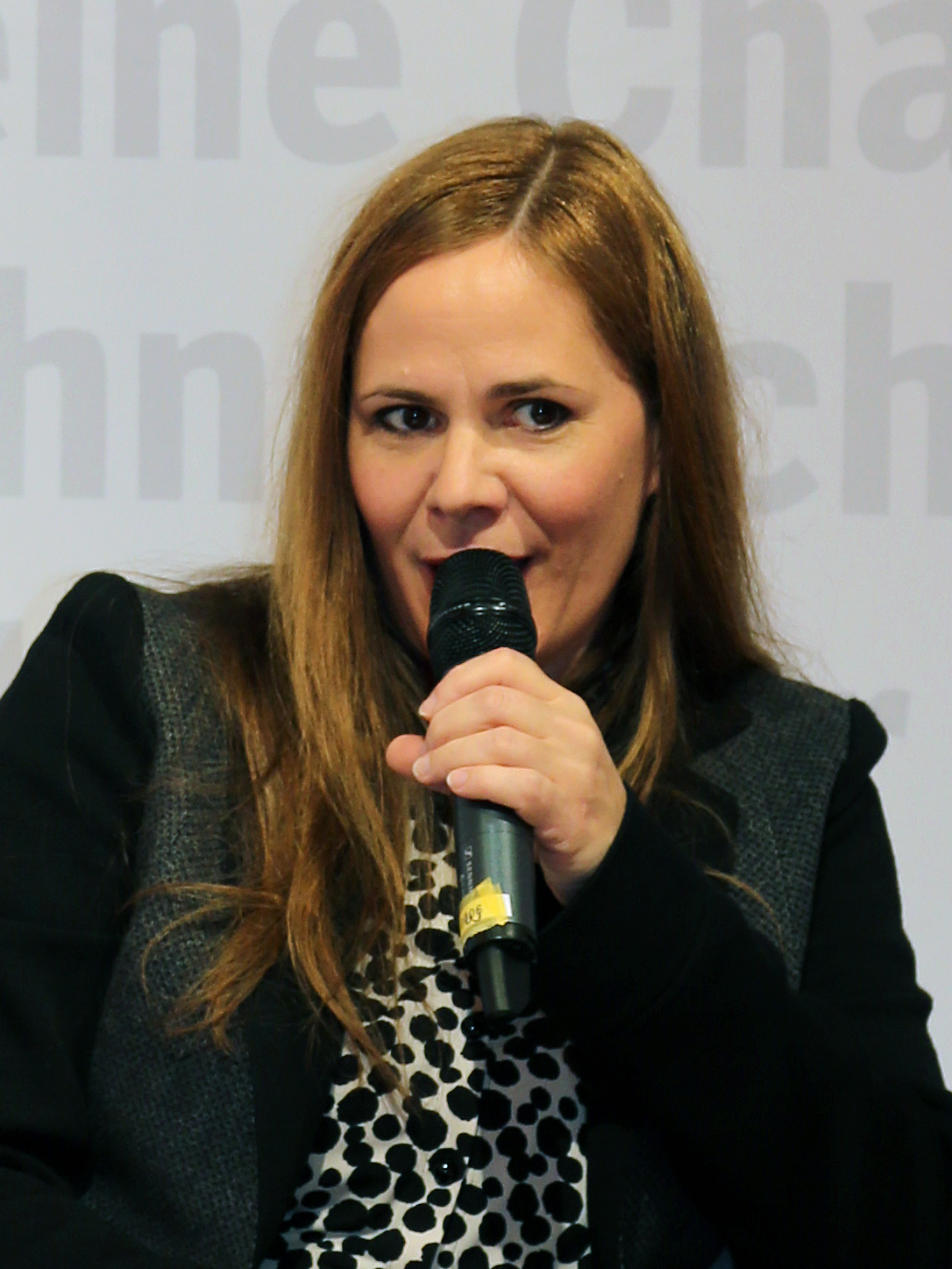
Monique Schwitter, 2015

Monique Schwitter (* 2. März 1972 in Zürich) ist eine Schweizer Schriftstellerin und Schauspielerin.

## Leben
Von 1993 bis 1997 studierte Schwitter Theaterregie und Schauspiel am Salzburger Mozarteum. Danach war sie als Schauspielerin am Schauspielhaus Zürich, am Schauspiel Frankfurt und von 2000 bis 2004 am Schauspielhaus Graz engagiert. Von 2005 bis 2010 gehörte sie zum Ensemble des Deutschen Schauspielhauses in Hamburg. Sie arbeitete in dieser Zeit auch als Rezitatorin, Hörfunk- und Synchronsprecherin sowie als Regisseurin besonders von literarischen Programmen u. a. über Peter Handke, Ernst Jandl, Raymond Queneau und Sarah Kane. Am Deutschen Schauspielhaus betrieb sie u. a. auch ihren eigenen literarischen Salon, den «Damensalon», und trat als Bluessängerin auf. Als Schauspielerin trat sie bei zahlreichen Theaterfestivals auf wie den Mülheimer Theatertagen (1999), «Reich und Berühmt» in Berlin (2001), «Theater der Welt» in Stuttgart (2005), Wiener Festwochen (2006), Salzburger Festspiele (2006), «Theaterformen» in Hannover (2007) und Berliner Theatertreffen (2008).
Ab 2002 veröffentlichte sie eigene Texte, Prosastücke und Erzählungen zunächst in verschiedenen literarischen Zeitschriften, vor allem in den Manuskripten, nachdem deren Herausgeber Alfred Kolleritsch auf sie aufmerksam geworden war. 2005 veröffentlichte sie ihren ersten Erzählband Wenn’s schneit beim Krokodil, dafür erhielt sie 2006 den Robert-Walser-Preis und den Förderpreis der Schillerstiftung. 2008 entstand als Auftragswerk für das Luzerner Theater das Theaterstück Himmels-W, das am 3. April 2008 uraufgeführt wurde. Im selben Jahr nahm sie an einer Max-Frisch-Tagung an der Universität Brüssel teil. Ebenfalls 2008 erschien ihr erster Roman Ohren haben keine Lider, der 2010 auf Chinesisch übersetzt und auf der Expo in Shanghai präsentiert wurde. 2011 folgte der Erzählband Goldfischgedächtnis. Im Jahr 2010 entschied sie sich, ihre Karriere als Schauspielerin zu beenden und fortan als freiberufliche Schriftstellerin zu arbeiten.
Auf Einladung von Hildegard Elisabeth Keller nahm Monique Schwitter am Ingeborg-Bachmann-Preis 2015 teil. Ihr Roman Eins im Andern stand 2015 auf der Shortlist zum Deutschen Buchpreis und wurde mit dem Schweizer Buchpreis 2015 ausgezeichnet. Die Geschichte kreist um eine Frau um die 40, die durch eine Internetrecherche herausfindet, dass sich ihre erste Liebe vor Jahren selbst getötet hat. Daraufhin handelt sie ihre Liebesbiografie anhand von zwölf Männern ab. Sie zählte auch zu den Gewinnern des Schweizer Literaturpreises 2016.
Seit 2012 ist Monique Schwitter Mitglied der Freien Akademie der Künste in Hamburg, Ende März 2021 wurde sie zu deren Präsidentin gewählt.
Monique Schwitter lebt mit ihrem Mann und zwei Söhnen (acht- und sechsjährig (2018)) in Hamburg.

## Werke
- Wenn’s schneit beim Krokodil. Erzählungen. Literaturverlag Droschl, Graz 2005, ISBN 978-3-85420-694-1.
- Ohren haben keine Lider. Roman. Residenz, Salzburg 2008, ISBN 978-3-7017-1494-0.
- Himmels-W. Theaterstück 2008.
- Goldfischgedächtnis. Erzählungen. Literaturverlag Droschl, Graz 2011, ISBN 978-3-85420-789-4.[8]
- Eins im Andern. Roman. Literaturverlag Droschl, Graz 2015, ISBN 978-3-85420-969-0.[9]

### Beiträge in Anthologien
- Drei Teile, vier Seiten, dem Nichts entgegen. In: Max Frisch: Citoyen und Poet. Wallstein, März 2011.
- Im Gleichklang, auf Abstand. In: Das schönste Fremde ist bei Dir: Alfred Kolleritsch zum 80. Geburtstag. Literaturverlag Droschl, 10. Februar 2011.
- Dinner mit Dürrenmatt, in: Ich bin an wenigen Orten daheim: Die Zürcher Kronenhalle in Geschichten, Weissbooks, 15. November 2010.
- Weiß und Schwarz. Erzählung. In: Was aus mir wurde, a plus trois éditions / Lausanne. Im Auftrag der Stiftung Robert Walser Biel, 2008.
- Der einst Othello war. Erzählung. In: Unterwegs – Almanach der Salzburger Festspiele 2008. Residenz, Salzburg 2008.
- Freitag. In: Daniela Keiser – Die Stadt: Filmarchitekturen. Merian, 2007–2010. (Fotoband/Erzählungen)
- rummachen. Erzählung. In: Wortlaut. Die besten Texte. Luftschacht, Wien 2005.
- luftpost. Erzählung. In: Luft. Steirische Verlagsgesellschaft, 2004.

## «Damensalon»
In diesem literarischen Salon präsentierte Monique Schwitter von März 2006 bis Juli 2008 jeden ersten Mittwoch im Monat im Deutschen Schauspielhaus Hamburg ihre Lieblingsliteratur.
- 1. März 2006: Sylvia Plath: Drei Frauen
- 5. April 2006: Elsa von Freytag-Loringhoven: Mein Mund ist lüstern
- 3. Mai 2006: Mela Hartwig: Das Weib ist ein Nichts
- 7. Juni 2006: Ingeborg Bachmann zum 80. Geburtstag: Performance & Party
- 4. Oktober 2006: Marina Zwetajewa: Ein Abend nicht von dieser Welt
- 1. November 2006: Buchpräsentation: „Dies Suchen und dies Finden“ – 100 Gedichte der beliebtesten Dichterinnen deutscher Sprache.
- 6. Dezember 2006: Fleur Jaeggy: Die Angst vor dem Himmel
- 3. Januar 2007: Jutta Heinrich: Das Geschlecht der Gedanken
- 7. Februar 2007: Inge Stephan: Das weibliche Alphabet von Aichinger bis Zürn – Meisterwerke deutschsprachiger Autorinnen des 20.Jahrhunderts.
- 7. März 2007: Irène Némirovsky: Der Ball
- 4. April 2007: Leonora Carrington: Das Hörrohr
- 2. Mai 2007: Zinnie Harris: Nightingale und Chase
- 6. Juni 2007: Brankica Becejac: Ich bin so wenig von hier wie von dort
- 3. Oktober 2007:  Gisela Elsner zum 70. Geburtstag, mit Dr. Christine Künzel
- 7. November 2007: «Wechselbälger» Frauenfiguren österreichischer Autorinnen
- 5. Dezember 2007: Europas Liebhaber
- 6. Februar 2008: Café Größenwahn
- 5. März 2008: Algeriens Töchter: Leïla Marouane und Assia Djebar
- 2. April 2008:  Martha Gellhorn: Paare
- 7. Mai 2008: Unnahbar Geliebte: Annemarie Schwarzenbach und Carson McCullers
- 4. Juni 2008: Agota Kristof: Gestern
- 2. Juli 2008: Das Schönste zum Schluss: Von Adelheid Duvanel bis Jean Rhys

## Auszeichnungen
- 2001: Nestroy-Nominierung als Bester Nachwuchs, für Mariedl in Die Präsidentinnen von Werner Schwab
- 2003: Nestroy-Nominierung als Beste Schauspielerin, für ihre Darstellung der Janis Joplin und der Marie in Woyzeck von Georg Büchner
- 2004: Hermann-Lenz-Stipendium
- 2005: Preis der Marianne und Curt Dienemann-Stiftung
- 2006: Robert-Walser-Preis
- 2006: Förderpreis der Schweizerischen Schillerstiftung
- 2011: Rotahorn-Literaturpreis
- 2012: Aufenthalts-Stipendium der Sparte Literatur im Künstlerhaus Lauenburg
- 2013: Manuskripte-Preis des Landes Steiermark
- 2015: Schweizer Buchpreis, für Eins im Andern
- 2016: Stipendium des Heinrich-Heine-Hauses der Stadt Lüneburg
- 2016: Schweizer Literaturpreis